# Балашов, Анатолий Николаевич
Анато́лий Никола́евич Балашо́в (31 января 1921, Гуляевская, Ярославская губерния — 30 мая 1993, Санкт-Петербург) — советский офицер, участник советско-финской и Великой Отечественной войн. В годы Великой Отечественной войны — командир роты 34-го отдельного танкового полка 53-й армии Степного фронта, старший лейтенант.
Герой Советского Союза (22.02.1944), капитан запаса с 1946 года.

## Биография
Родился 13 января 1921 года в деревне Гуляевская (ныне Мышкинского района Ярославской области) в семье крестьянина. Русский. Окончив семилетку, работал учеником сортировщика льноволокна на Бобейковском льнозаводе. Затем уехал в Ленинград, где в 1937 году окончил полиграфический техникум и до 1939 года работал печатником в типографии.
В 1939 году добровольцем ушёл в Красную армию. Участник советско-финской войны 1939—1940 годов. В 1940 году окончил Орловское бронетанковое училище.
В боях Великой Отечественной войны с июня 1941 года. Воевал на Западном, Южном, Центральном, Северо-Западном фронтах. Командовал танковым взводом, ротой. В сентябре 1942 года, после очередного ранения, вновь добился направления на фронт. В составе 5-й гвардейской танковой армии воевал под Прохоровкой, Белгородом, освобождал Украину. Член ВКП(б) с 1943 года.
15 сентября 1943 года рота старшего лейтенанта Балашова атаковала мощный противотанковый узел сопротивления в районе села Боровково (Валкинский район Харьковской области). Танкисты провели 4 атаки с разных направлений, постепенно уничтожая огневые точки противника и расчищая путь пехоте. Во время очередной атаки советские танкисты вступили в бой с немецкими танками и самоходками, прорвали оборону и перерезали шоссе Валки — Коломак. Своими действиями они отрезали им пути к отступлению. В этом бою танковая рота уничтожила 6 танков Т-VI «Тигр», 4 самоходных орудия «Фердинанд», 4 артиллерийские и 3 миномётные батареи, 3 дзота, склад боеприпасов и до батальона солдат неприятеля. Командир роты лично поджёг танк и самоходное орудие, а ещё один танк таранил (это был уже третий танковый таран Балашова).
Указом Президиума Верховного Совета СССР «О присвоении звания Героя Советского Союза офицерскому, сержантскому и рядовому составу Красной Армии» от 22 февраля 1944 года за «образцовое выполнение боевых заданий командования при форсировании реки Днепр, развитие боевых успехов на правом берегу реки и проявленные при этом отвагу и геройство» был удостоен звания Героя Советского Союза с вручением ордена Ленина и медали «Золотая Звезда» (№ 3241).
Продолжал в составе 3-го Украинского фронта освобождать Украину. После боёв за Одессу был направлен на учёбу. На фронте участвовал в общей сложности в трёх рейдах по тылам противника, совершил 57 танковых атак. На его боевом счету: подбито и уничтожено — 18 танков, 5 самоходных орудий, 6 складов боеприпасов и много другой военной техники и живой силы.
Окончил Ленинградскую высшую офицерскую бронетанковую школу. Службу проходил начальником штаба танкового полка. С 1946 года — в запасе в звании гвардии капитана.
Жил в Ленинграде, работал слесарем по ремонту промышленного оборудования. Умер 30 мая 1993 года.

## Награды
- Медаль «Золотая Звезда» Героя Советского Союза (№ 3241)
- Орден Ленина
- Орден Отечественной войны I степени
- Медали, в том числе:
  - Медаль «За победу над Германией в Великой Отечественной войне 1941—1945 гг.»
  - Юбилейная медаль «Двадцать лет Победы в Великой Отечественной войне 1941—1945 гг.»
  - Юбилейная медаль «Тридцать лет Победы в Великой Отечественной войне 1941—1945 гг.»
  - Юбилейная медаль «Сорок лет Победы в Великой Отечественной войне 1941—1945 гг.»

## Память
- Похоронен в городе Пушкин (в черте Санкт-Петербурга) на Казанском кладбище.
- Зачислен в списки трудового коллектива типографии имени В. Володарского.